# Hankyū densha
Pour plus de détails, voir Fiche technique et Distribution.
Hankyū densha (阪急電車 片道15分の奇跡, Hankyū densha: Katamichi 15-fun-no kiseki) est un film japonais réalisé par Yoshishige Miyake (ja), sorti en 2011.

## Fiche technique
- Titre : Hankyū densha
- Titre original : 阪急電車 片道15分の奇跡 (Hankyū densha: Katamichi 15-fun-no kiseki?)[1]
- Réalisation : Yoshishige Miyake (ja)
- Scénario : Yoshikazu Okada, d'après un roman de Hiro Arikawa
- Musique : Ryō Yoshimata (ja)
- Photographie : Hidetaka Ikeda
- Décors : Chie Matsumoto
- Montage : Shin'ichi Fushima
- Production : Takako Oki et Yūki Tamura
- Sociétés de production : Cocoon, Dentsu, Gentōsha, Hankyu Railway, Kansai Telecasting, Pony Canyon et Yomiuri Telecasting Corporation
- Société de distribution : Tōhō
- Pays d'origine :  Japon
- Langue : japonais
- Format : couleur - 1,85:1
- Genre : comédie
- Durée : 119 minutes
- Dates de sortie : 
  - Japon : 29 avril 2011[1]

## Distribution
- Kaho Minami : Yasue Ito
- Nobuko Miyamoto : Tokie
- Kasumi Arimura : Etsuko
- Mana Ashida : Ami
- Erika Toda : Misa
- Miki Nakatani : Shoko
- Tetsuji Tamayama : Ryuta
- Mitsuki Tanimura : Miho
- Yū Koyanagi : Katsuya
- Ryō Katsuji : Keiichi
- Saki Aibu : Mayumi

## Distinctions
Miki Nakatani est nommée pour le prix de la meilleure actrice et Nobuko Miyamoto pour celui de la meilleure actrice dans un second rôle aux Japan Academy Prize.

## Box-office
Le film a rapporté plus de 118 millions de dollars au box-office.